# سورة السجدة

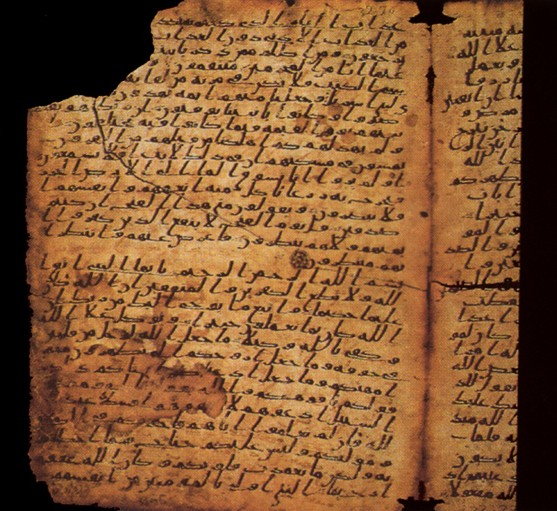
مخطوطة من مخطوطات صنعاء تظهر فيها نهاية سورة السجدة، وأول آيات سورة الأحزاب، مكتوبة ب وترجع إلى القرن الأول الهجري.

سورة السجدة سورة مكية، ماعدا الآيات (16: 20) فمدنية، من المثاني، آياتها 30، وترتيبها في المصحف 32، في الجزء الحادي والعشرين، نزلت بعد سورة المؤمنون، بدأت بحروف مقطعة ﴿الم ۝١﴾ [السجدة:1]، وبها سجدة في الآية (15).

## التسمية
سُميت «سورة السجدة» لما ذكر تعالى فيها من أوصاف المؤمنين الذين إذا سمعوا آيات القران العظيم ﴿خروا سجدا وسبحوا بحمد ربهم وهم لا يستكبرون﴾ [السجدة:15]. وقال البقاعي: «واسمها السجدة منطبق على ذلك بما دعت إليه آيتها من الإخبات وترك الاستكبار».

## مقاصد السورة ومحاورها
قال البقاعي «مقصودها إنذار الكفار بهذا الكتاب السار للأبرار بدخول الجنة والنجاة من النار» ومن مقاصد السورة ما ذكره سيد قطب في ظلال القرآن: مقصد إثبات الوحي وصدق الرسول ﷺ في التبليغ عن رب العالمين، ومقصد قضية الألوهية وصفتها: صفة الخلق، وصفة التدبير، وصفة الإحسان، وصفة الإنعام، وصفة العلم. وصفة الرحمة. وكلها مذكورة في سياق آيات الخلق والتكوين. ومقصد البعث والمصير ومن ثم يعرض مشهدا من مشاهد القيامة: ﴿إذ المجرمون ناكسو رءوسهم عند ربهم﴾ [السجدة:12] يعلنون يقينهم بالآخرة ويقينهم بالحق الذي جاءتهم به الدعوة.

## أسباب النزول
أسباب نزول الآية (16): عن أنس بن مالك: أن هذه الآية نزلت في انتظار الصلاة التي تدعى العتمة أي صلاة العشاء. رواه الترمذي وابن أبي حاتم.
وعن معاذ بن جبل: «أن رسول الله قال له، ألا أدلك على أبواب الخير ؟ الصوم جنة، والصدقة تطفئ الخطيئة، وصلاة الرجل في جوف الليل، ثم قرأ رسول الله ﴿تتجافى جنوبهم﴾ [السجدة:16] … إلى ﴿يعملون﴾ [السجدة:17].». رواه الترمذي والنسائي وابن ماجه.

## فضل السورة
- روى البخاري وغيره عن أبي هريرة قال: «كان رسول الله يقرأ في الفجر يوم الجمعة ﴿الم تنزيل﴾ "السجدة" و﴿هل أتى على الإنسان﴾ [الإنسان:1].».[5]
- عن جابر بن عبد الله قال: «كان النبي لا ينام حتى يقرأ ﴿الم تنزيل﴾ "السجدة" و﴿تبارك الذي بيده الملك﴾ …».[6]
- عن المسيب بن رافع أن النبي قال: «﴿الم تنزيل﴾ تجيء لها جناحان يوم القيامة تُظِلُّ صاحبها وتقول لا سبيل عليه لا سبيل عليه.».[7]